# 白翎岛
37°58′N 124°39′E / 37.967°N 124.650°E

仁川广域市管辖区域内诸岛屿图，图中标1者即为白翎岛

白翎岛位置示意图，图中红色岛屿即为白翎岛

白翎島（：／ Baengnyeong do */?）位於朝鮮半島以西，浮於黄海之上。在長山串以南17km，東距仁川市中心193km。該島屬於大韓民国（南韓）管轄，是極接近朝鮮民主主義人民共和国（北韓）的前線地。

## 地理
屬於黄海上由南韓管轄的「西海五島」（白翎島、大青島、小青島、延坪岛、隅岛）之一。行政上屬仁川廣域市甕津郡白翎面。現為南韓政府統治範圍的最西端。
北方為朝鮮半島本土的長山串、東方為甕津半島。距離最近的島為浮於東北方11公里的月乃島。在此岸肉眼可見北韓統治範圍（黄海南道）的土地，白翎島與北韓實控區域間的海域管理由联合国军单方面劃定北方界線（NLL）分隔。然北韓於1999年單方面將「海上軍事分界線」向白翎島的南側設定，關於此海域的南北主權爭議遂起，接著2010年白翎島西南海域發生天安艦沈没事件。但北韓仍認可白翎島與南韓本土之間的船舶通航。該島為南韓與北韓間最前線的島嶼，島上配備有與居民人口同數、4000人規模的韓國海軍陸戰隊第6陸戰旅。
島的南方為南韓統治下的大青島與小青島。
附近海域是朝鮮半島與中國間的海路要衝，同時有不少北韓難民經過該海域投奔南韓。盤索里是島上特色的民間藝術。朝鮮著名傳說故事《沈清傳》的背景地亦在該島。
白翎島的海岸線多奇岩巨石，風光綺麗。近海棲息著瀕危動物野生斑海豹，以及大量黃嘴白鷺。
産業以農、漁業（分別為第一、次産業）為依賴。

## 历史
高句麗時代稱為鵠島，高麗時代的1018年置白翎鎮。1896年，與大青島、小青島一齊並屬黄海道長淵郡。
1945年8月日本投降以後，朝鮮半島以北緯38度線為界，北為蘇聯軍佔領，南為美軍佔領，黄海道的南海岸、甕津半島及其以南的白翎島等離島皆在38度線以南範圍，被改編為京畿道甕津郡。朝鮮戰爭以後，甕津半島被北韓佔領，其南側的白翎島、大青島、小青島及延坪島這幾個據點仍屬南韓，1995年劃入仁川廣域市。
現在，白翎島全域稱為仁川廣域市甕津郡白翎面。

## 交通
白翎島與島外的交通主要是該島與仁川之間的定期飛行艇（需時4小時～4小時半），每日1~2班從仁川港發出，白翎島的氣候全年多霧，定期的出島交通工具較少，頻次亦低。且航路接近北韓，時有利用軍用的護衛艦來臨時替代運輸。
島内的交通有計程車及巴士線路，但利用率低。
南韓政府目前計劃在白翎島中部修建機場。

## 名勝古跡
- 沈清閣
- 大豆石海水浴場
- 白翎基督教歴史博物館
- 砂串天然機場
- 頭武津
- 頭武津統一紀念碑

## 參看
- 北方界線
- 天安號沉沒事件